# Pentoză
Pentoza este o monozaharidă cu 5 atomi de carbon. Pentozele sunt așezate în 2 grupuri. Aldopentozele au o grupă funcțională de aldehide la poziția 1, iar cetopentozele au una de cetone în poziția 2 sau 3. Sunt foarte solubile în apă.

## Aldopentozele
Aldopentozele au trei centre chirale și, prin urmare, 8 (2^3) stereoizomeri sunt posibili.
| D-Arabinoză | D-Lixoză | D-Riboză | D-Xiloză |
| L-Arabinoză | L-Lixoză | L-Riboză | L-Xiloză |

## Cetopentozele
2-Cetopentozele au două centre chirale, deci, prin urmare, 4 (2^2) stereoizomeri posibili. 3-Cetopentozele sunt foarte rare.
| D-Ribuloză | D-Xiluloză |
| L-Ribuloză | L-Xiluloză |